# Kevin Jappert
Kevin Jhon Jappert (Ramona, 25 febbraio 2004) è un calciatore argentino, centrocampista del Barracas Central in prestito dall'Atlético Rafaela.

## Caratteristiche tecniche
È un difensore centrale.

## Carriera
È cresciuto nel settore giovanile dell'Atlético Rafaela dove ha debuttato il 29 maggio 2022 nell'incontro di Primera B Nacional pareggiato 2-2 contro il Mitre (SdE). Il 15 febbraio 2024 ha firmato il suo primo contratto professionistico ed è stato promosso stabilmente in prima squadra, dove ha trovato da subito un posto da titolare al centro della difesa. Ha segnato il suo primo gol il 25 maggio nella partita persa 2-1 contro l'Almirante Brown.
Il 18 gennaio 2025 è stato ceduto in prestito al Barracas Central. Ha debuttato in Primera División undici giorni più tardi contro l'Independiente Rivadavia ed il 1º febbraio ha trovato il primo gol con i biancorossi nella vittoria per 1-0 contro il Banfield.

## Statistiche

### Presenze e reti nei club
Statistiche aggiornate al 4 maggio 2025.
| Stagione                | Squadra                 | Campionato              | Campionato | Campionato | Coppe nazionali | Coppe nazionali | Coppe nazionali | Coppe continentali | Coppe continentali | Coppe continentali | Altre coppe | Altre coppe | Altre coppe | Totale | Totale | Totale |
| Stagione                | Squadra                 | Comp                    | Pres       | Reti       | Comp            | Pres            | Reti            | Comp               | Pres               | Reti               | Comp        | Pres        | Reti        | Pres   | Reti   |        |
| ----------------------- | ----------------------- | ----------------------- | ---------- | ---------- | --------------- | --------------- | --------------- | ------------------ | ------------------ | ------------------ | ----------- | ----------- | ----------- | ------ | ------ | ------ |
| 2022                    | Atlético Rafaela        | PBN                     | 1          | 0          | CA              | 0               | 0               | -                  | -                  | -                  | -           | -           | -           | 1      | 0      |        |
| 2024                    | Atlético Rafaela        | PBN                     | 36         | 4          | CA              | 2               | 0               | -                  | -                  | -                  | -           | -           | -           | 38     | 4      |        |
| Totale Atlético Rafaela | Totale Atlético Rafaela | Totale Atlético Rafaela | 37         | 4          |                 | 2               | 0               |                    | -                  | -                  |             | -           | -           | 39     | 4      |        |
| 2025                    | Barracas Central        | PD                      | 15         | 2          | CA              | 1               | 0               | -                  | -                  | -                  | -           | -           | -           | 16     | 2      |        |
| Totale carriera         | Totale carriera         | Totale carriera         | 52         | 6          |                 | 3               | 0               |                    | -                  | -                  |             | -           | -           | 55     | 6      |        |